# ムネーシマケー
ムネーシマケー（古希: Μνησιμάχη, Mnēsimachē）は、ギリシア神話の女性である。アカイア地方の都市オーレノスの王デクサメノスの娘。姉妹にヒッポリュテー、双子のテーライポネーとテーロニケー、および一説によるとデーイアネイラがいる。エーリス地方の王の1人アマリュンケウスと結婚し、ディオーレースの母となった。
アポロドーロスによると、ムネーシマケーはケンタウロスのエウリュティオーンから求婚された。父デクサメノスはしぶしぶムネーシマケーとの結婚を認めたが、アウゲイアースの家畜小屋の掃除を終えたヘーラクレースがオーレノスを訪れたとき、デクサメノスは英雄に助けを求めた。そこでヘーラクレースはエウリュティオーンがムネーシマケーと結婚するために現れたところを殺し、ムネーシマケーを助けた。ヒュギーヌスではエウリュティオーンが求婚したのはデーイアネイラとなっている。

## その他の女性
- 一説によるとアテーナイの王メネステウスの母[6]。